# Jean-Baptiste Curmer
Pour les articles homonymes, voir Curmer.
Jean-Baptiste Curmer est un homme politique français né le 11 novembre 1782 à Darnétal et mort le 30 octobre 1870 à Rouen.

## Biographie
Jean-Baptiste Curmer est le fils d'un important fabricant de draps de Darnétal. Il est adjudant-major du 4e bataillon de la garde nationale de Rouen sous le Premier Empire. Négociant, domicilié à Rouen et à Saint-Martin-de-Boscherville, il est maire de Rouen pendant les Cent-Jours et député de la Seine-Inférieure de 1837 à 1839, siégeant dans la majorité soutenant les ministères de la Monarchie de Juillet. Il est adjoint au maire de Rouen sous la mandature de Henry Barbet et membre du conseil général de la Seine-Inférieure.
Il est président de la Société centrale d'agriculture de Seine-Inférieure en 1852.
Il est inhumé au cimetière Saint-Gervais puis au cimetière monumental de Rouen (carré M1-5).

## Distinctions
- Officier de la Légion d'honneur (29 avril 1847)[5]